# Сопілка (збірник)
«Сопілка» (біл. Жалейка) — перший збірник Янки Купали, виданий на початку 1908 року в Санкт-Петербурзі видавничою спілкою «Загляне сонце і в наше віконце» накладом 4300 примірників, де були надруковані 95 ліричних віршів 1905—1907 років і поема «Відплата кохання».
У збірнику вперше публікується програмний вірш поета «А хто там іде?», який зайняв особливе місце у творчості Купали, на довгий час став неофіційним білоруським гімном і перекладений на 82 мови світу. Збірник двічі вилучався царською владою. Публікація «Сопілки» зіграла величезну роль у становленні білоруської літератури та творчого кредо її автора. Літературний критик Лев Клейнбарт зазначив, що «Сопілка» виражала національний підйом тодішнього суспільства.

## Критичні відгуки
Збірник був з ентузіазмом сприйнятий білоруським культурним осередком. У своєму 17-му номері газета «Наша Ніва» відгукнулася на вихід книги рецензією Владака з Казимировки (Володимира Самойли), який підкреслив своєчасність і значення цієї збірки для тогочасної Білорусі:

Твори Янука Купали досі друкувала тільки «Наша Ніва», але тепер пісні, що вийшли в світ в окремій книзі, яку наш молодий пісняр назвав «Сопілкою». Пісні Купали — це люстра, в якій світиться душа білоруса, його життя, його рідний край; це істинний, непідробний голос, що виходить з самої глибині народної душі, це — «крик, що живе Білорусь!»
— Владак з Казимировки. «Жалейка», песьні Янука Купалы
Тодішній аналітик білоруської літератури Максим Богданович у своїй літературознавчій статті «Брили і шари» (біл. Глыбы і слаі) був більш стриманим в оцінках ранньої купалівської поезії:

Як і в 1909 році, найбільше уваги звертає на себе Я. Купала; звертає не тільки величиною своєї здібності, але своєю гнучкістю, здатністю до всестороннього розвитку <…> Щоб дати зрозуміти про всю потужність життєвих соків його таланту, ми на хвилину повернемося аж до перших кроків його письменницької роботи.

Почав він з шорстких віршів, що майже не зовсім зливалися з тодішнім шаром білоруської поезії; написані під Бурачка, занадто розтягнуті, слабо оброблені з боку форми і мови, вони постійно переспівували декілька одних і тих же тем.
— Максим Багданович. Глыбы і слаі

## Цікаві факти
- Спочатку, псевдонімом Івана Луцевича, під яким мала вийти його перша збірка, повинен був бути «Янук Купала», але редактор збірника Броніслав Епімах-Шипіло підчас публікації помилково написав його як «Янка Купала». З тих пір Іван Домінікович Луцевич став користуватися псевдонімом саме в такій формі[1].